# 海平県
海平県（かいへい-けん）は、中華人民共和国広西チワン族自治区にかつて設置された県。現在の東興市南西部に相当する。
南北朝時代、梁により設置された。638年（貞観12年）に廃止され防城県に統合された。